# Tohi silencieux
Arremon taciturnus
Espèce
Répartition géographique
Statut de conservation UICN

 LC  : Préoccupation mineure
Le Tohi silencieux (Arremon taciturnus) est une espèce de passereaux de la famille des Passerellidae.

## Répartition
Cet oiseau se rencontre en Bolivie, au Brésil, en Colombie, au Guyana, en Guyane, au Pérou, au Suriname et au Venezuela.

## Liste des sous-espèces
Selon GBIF (12 septembre 2023) :
- Arremon taciturnus axillaris P.L.Sclater, 1854
- Arremon taciturnus nigrirostris P.L.Sclater, 1886
- Arremon taciturnus taciturnus Hermann, 1783

## Systématique
Le nom valide complet (avec auteur) de ce taxon est Arremon taciturnus (Hermann, 1783).
L'espèce a été initialement classée dans le genre Tanagra sous le protonyme Tanagra taciturna Hermann, 1783.
Ce taxon porte en français le nom vernaculaire ou normalisé suivant : Tohi silencieux.